# Курбатова Наталія Володимирівна
Наталія Володимирівна Курбатова (17 жовтня 1985  — 23 березня 2014 , Новокубанський район, Краснодарський край ) — російська легкоатлетка, спеціалістка з бігу на довгі дистанції і марафону. Виступала за збірну Росії з легкої атлетики в середині 2000-х років, чемпіонка Росії в напівмарафоні, учасниця чемпіонату світу з напівмарафону в Дебрецені. Представляла Мордовію. Майстер спорту міжнародного класу Росії.

## Життєпис
Наталія Курбатова народилася 17 жовтня 1985 року. Походила з родини з багатими спортивними традиціями, її батько Володимир Дмитрович Курбатов — майстер спорту міжнародного класу з легкої атлетики, чемпіон Росії та Європи в добовому бігу, мати — мала певні успіхи в спортивній ходьбі.
Почала займатися бігом ще під час навчання в першому класі школи, проходила підготовку під керівництвом Сергія Арапова. Пізніше тренувалася в Саранському центрі олімпійської підготовки у заслуженого тренера Росії Віктора Михайловича Чегіна. Закінчила Мордовський державний університет імені М. П. Огарьова, де навчалася на економічному факультеті.
У віці 15 років пробігла Тихорєцький марафон, показавши результат 3 години і 4 хвилини. Неодноразово вигравала різні старти в Мордовії, в тому числі двічі перемагала на республіканських забігах імені Болотникова.
У 2005 році виступила на весняному чемпіонаті Росії з кросу в Жуковському, де на дистанції 6 кілометрів посіла 13-е місце.
Найбільш успішним у її спортивній кар'єрі став сезон 2006 року, коли на домашніх чемпіонатах Росії в Саранську вона спочатку виграла срібну медаль у марафоні, поступившись тільки Наїлі Юламановій, а потім здобула перемогу в заліку напівмарафону.
Потрапивши до основного складу російської національної збірної, відзначилася виступом на чемпіонаті світу з напівмарафону в угорському Дебрецені — стала тринадцятою в особистому заліку, а також разом зі своїми співвітчизницями Гульнарою Виговською та Іриною Тимофєєвою виборола п'яте місце в командному заліку. За підсумками сезону була удостоєна почесного звання «Майстер спорту міжнародного класу Росії».
Змушена була перервати спортивну кар'єру через проблеми зі здоров'ям.
Померла 23 березня 2014 року в Новокубанському районі Краснодарського краю у віці 28 років. Похована там же.